# Le Manoir du diable
Le Manoir du diable is een Franse stomme film uit 1896. De film werd geregisseerd door Georges Méliès.

## Synopsis
Een grote vleermuis komt in een kasteel gevlogen en verandert in de duivel. Hij tovert een ketel en een gebocheld monster tevoorschijn. Uit deze ketel komen een vrouw en allerlei demonische wezens. Wanneer er twee mannen bijkomen (waarschijnlijk ontdekkingsreizigers) laat hij alles verdwijnen. De duivel doet er alles aan om de mannen weg te jagen met de hulp van een aantal demonen. Nadat een van de mannen op de vlucht is geslagen, kan de andere de duivel uiteindelijk terugdrijven met een kruisbeeld.

## Rolverdeling
| Acteur              | Personage      | Nota        |
| ------------------- | -------------- | ----------- |
| Georges Méliès      | Mephistopheles |             |
| Jules-Eugène Legris | Mephistopheles | onbevestigd |
| Jehanne d'Alcy      | Jonge vrouw    |             |